# Mario Balleri
Mario Balleri, född 17 september 1902 i Livorno, död 9 mars 1962 i Livorno, var en italiensk roddare.
Balleri blev olympisk silvermedaljör i åtta med styrman vid sommarspelen 1932 i Los Angeles.